# Craugastor merendonensis
Espèce
Synonymes
- Eleutherodactylus merendonensis Schmidt, 1933

Statut de conservation UICN

 CR A2ace; B1ab(v)+2ab(v) : 
En danger critique
Craugastor merendonensis est une espèce d'amphibiens de la famille des Craugastoridae.

## Répartition
Cette espèce est endémique du département de Cortés au Honduras. Elle se rencontre de 150 à 200 m d'altitude dans le Cañon Santa Ana dans la Sierra de Omoa.

## Étymologie
Son nom d'espèce, composé de merendon et du suffixe latin -ensis, « qui vit dans, qui habite », lui a été donné en référence au lieu de sa découverte, la Sierra del Merendón.

## Publication originale
- Schmidt, 1933 : New reptiles and amphibians from Honduras. Zoological Series of Field Museum of Natural History, vol. 20, p. 15-22 (texte intégral).